# Nổi dậy ở Bahrain 2011
Biểu tình Bahrain 2011 là một loạt các cuộc biểu tình ở đất nước Vùng Vịnh Bahrain. Là một phần trong các cuộc biểu tình ở thế giới Ả Rập năm 2010–2011, những người biểu tình Bahrain có mục đích chủ yếu đó là hướng đến sự tự do chính trị và chú trọng đến nhân quyền và sự bình đẳng cho người theo hồi giáo Shia, vốn chiếm đa số. Ngày 14 tháng 3 năm 2011, Hội đồng Hợp tác Vùng Vịnh đã đồng ý yểm trợ Bahrain, với 1.000 binh sĩ Ả Rập Xê Út và 500 lính của Các Tiểu vương quốc Ả Rập Thống nhất đã tiến vào nước này để dập tắt cuộc biểu tình tại đây.